# Nicola Vaccaro (1922-1964)
Nicola Vaccaro (Catanzaro, 24 settembre 1922 – Monterotondo, 16 febbraio 1964) è stato un politico italiano.

## Biografia
Giovanissimo aderisce al movimento Giustizia e Libertà in Calabria e poi al Partito Comunista Italiano. 
Si laurea in filosofia all'Università di Pisa e poi si perfeziona alla Scuola Normale Superiore nella stessa città toscana, avendo come compagni anche Alessandro Natta, Nicola Badaloni e Mario Alicata. Successivamente è insegnante di liceo, prima a Catanzaro e poi in provincia di Arezzo.
Nella primavera 1963 viene eletto senatore della Repubblica per il PCI. Il 16 febbraio 1964, all'età di 41 anni, muore all'ospedale di Monterotondo, dove era stato ricoverato in seguito a un malore che lo aveva colpito in treno. A Palazzo Madama gli subentra Astolfo Moretti.